# Pacific (Misuri)
Pacific es una ciudad situada en los condados de Franklin y St. Louis, Misuri, Estados Unidos. Tiene una población estimada, a mediados de 2024, de 7842 habitantes.
Es parte del área metropolitana de St. Louis. 

## Geografía
La localidad está ubicada en las coordenadas 38°28′47″N 90°44′58″O / 38.47972, -90.74944 (38.479724, -90.749453). Según la Oficina del Censo, tiene una superficie total de 17.89 km², de los cuales 17.82 km² corresponden a tierra firme y 0.07 km² están cubiertos de agua.

## Demografía
Según el censo de 2020, en ese momento había 7414 personas residiendo en la localidad. La densidad de población era de 416.05 hab./km². El 81.44% de los habitantes eran blancos, el 9.95% eran afroamericanos, el 0.42% eran amerindios, el 0.73% eran asiáticos, el 0.01% era isleño del Pacífico, el 1.59% eran de otras razas y el 5.85% eran de una mezcla de razas. Del total de la población, el 3.06% eran hispanos o latinos de cualquier raza.